# Йоргенсен, Питер
Питер Йоргенсен (дат. Peter Jörgensen, также Pedro Jorgensen, 3 августа 1870, Sønderby, Ассенс — 15 апреля 1937, Вильяррика, Парагвай) — датский энтомолог начала XX века, работавший, в частности, в Аргентине и Парагвае.

## Жизнь
Петер Йоргенсен получил образование учителя английского и немецкого языков в Копенгагене в 1889 году. В 1892 году он заболел туберкулёзом, от которого страдал всю оставшуюся жизнь. В 1906 году он присоединился к своему другу Андерсу Кристиану Йенсен-Хаарупу в поездке в провинцию Мендоса на западе Аргентины в надежде, что засушливый андский климат будет полезен для его здоровья. Два естествоиспытателя собрали обширные коллекции насекомых, которые были либо проданы (например, немецкому энтомологу Генриху Фризе), чтобы покрыть их дорожные расходы, либо отправлены специалистам для идентификации. Они также опубликовали краткие отчёты (на датском языке) о своих приключениях в Аргентине.
Йоргенсен переехал в Парагвай, где поселился недалеко от Вильяррики. Он посвятил свою жизнь небольшой ферме и дальнейшим энтомологическим исследованиям. Он также стал коллекционером растений для нескольких американских музеев. Он был найден убитым на своей ферме в июне 1937 года.

## Память
Обширная коллекционерская деятельность Йоргенсена в малоизученных регионах и его тщательное описание образцов привели к тому, что многочисленные новые виды были описаны им самим и специалистами по всему миру, с которыми он переписывался. Генрих Фризе описал 143 новых таксона аргентинских пчёл, частично собранных Йоргенсеном и Йенсен-Хаарупом. Также британско-американский зоолог Теодор Дрю Элисон Коккерелл получил образцы от Йоргенсена и обнаружил на их основе новые виды. Сегодня небольшая часть его коллекций хранится в Зоологическом музее Копенгагенского университета.
В его честь был назван монотипный род муравьиных львов Joergenia Esben-Petersen (1933). В его честь названы два рода галлиц: Jorgensenia Kieffer, 1913 и Jorgenseniella Maia, 2005 (Diptera: Cecidomyiidae). В его честь был назван ряд видов насекомых, например, Pontania joergenseni Enslin 1916 (Symphyta: Tenthredinidae), Tessella jorgenseni (Schaus, 1921) (Lepidoptera: Arctiidae) и Eurota joergenseni Orfila, 1931 (Lepidoptera: Arctiidae).